# Wahlkreis Torgau
Der Wahlkreis Torgau war ein Landtagswahlkreis zur Landtagswahl in Sachsen 1990, der ersten Landtagswahl nach der Wiedergründung des Landes Sachsen. Er hatte die Wahlkreisnummer 4. Für die Landtagswahlen 1994 wurde auch infolge der Kreisreform die Wahlkreisstruktur verändert, zudem wurde die Zahl der Wahlkreise von 80 auf 60 verringert. Das Gebiet des Wahlkreises Torgau wurde Teil des Wahlkreises Torgau-Oschatz.
Der Wahlkreis umfasste folgende Gemeinden und Städte des Landkreises Torgau: Arzberg, Beckwitz, Beilrode, Belgern, Blumberg, Bockwitz, Döbern, Döbrichau, Dommitzsch, Elsnig, Falkenberg, Graditz, Großtreben, Großwig, Klitzschen, Kobershain, Langenreichenbach, Lausa, Liebersee, Loßwig, Mahitzschen, Mehderitzsch, Melpitz, Neiden, Neußen, Probsthain, Schildau, Sitzenroda, Staritz, Staupitz, Süptitz, Taura, Torgau, Trossin, Weidenhain, Weßnig, Wohlau, Wörblitz, Zinna und Zwethau.

## Ergebnisse
Die Landtagswahl 1990 fand am 14. Oktober 1990 statt und hatte folgendes Ergebnis für den Wahlkreis Torgau:
| Direktkandidat | Partei (Kürzel) | Erststimmen (%) | Zweitstimmen (%) |
| -------------- | --------------- | --------------- | ---------------- |
|                | DA              | -               | 00,4             |
| Karl Sachse    | CDU             | 51,1            | 50,7             |
|                | Chr. L          | -               | 00,2             |
|                | DBU             | 00,5            | 00,5             |
|                | DSU             | 01,3            | 00,9             |
|                | F.D.P.          | 08,4            | 07,1             |
|                | LL-PDS          | 10,2            | 09,1             |
|                | NPD             | -               | 00,3             |
|                | FORUM           | 04,9            | 04,4             |
|                | RAP             | -               | 00,1             |
|                | SHB             | -               | 00,1             |
|                | SPD             | 23,6            | 26,1             |

Es waren 40.800 Personen wahlberechtigt. Die Wahlbeteiligung lag bei 68,7 %. Von den abgegebenen Stimmen waren 3,3 % ungültig. Als Direktkandidat wurde Karl Sachse (CDU) gewählt. Er erreichte 51,1 % aller gültigen Stimmen.